# Glückstädter Schloss

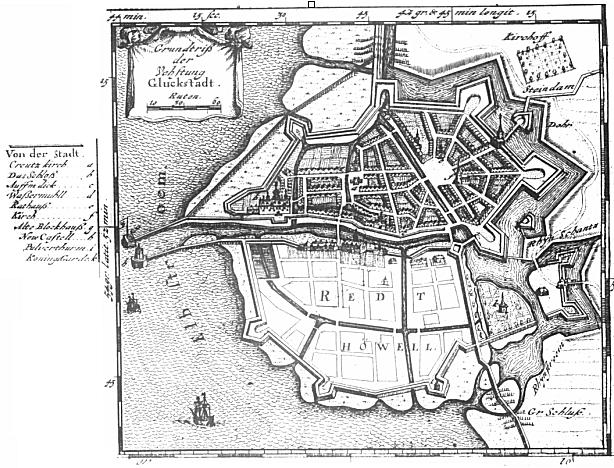
Ein Kupferstich von C. Danckwerth zeigt den Schlossbezirk 1652 mit dem stilisierten Schlossgebäude (mittig im linken Kartendrittel)

Das Glückstädter Schloss, damals auch Schloss Glücksburg, bzw. Glyksborg oder dän. Lyksborg genannt, war die Stadtresidenz des dänischen Königs in der schleswig-holsteinischen Stadt Glückstadt. Das vermutlich 1631 vollendete Schloss musste aufgrund von Baufälligkeit bereits 1708 abgetragen werden. Der Treppenturm und die Schlosskirche blieben zunächst erhalten, wurden jedoch später ebenfalls abgerissen. Vom einstigen Schlossbezirk ist heute nur noch das baulich stark veränderte sogenannte Provianthaus erhalten.

## Geschichte
Das Glückstädter Schloss wurde im Auftrag des dänischen Königs Christian IV. errichtet, der am 29. August 1629 eigenhändig den Bauplatz absteckte. Bis dahin bewohnte der König während seiner Aufenthalte in Glückstadt den sogenannten Königshof. Der Standort des Schlosses am Glückstädter Hafen befand sich ungefähr auf dem Gelände zwischen den heutigen Straßen Am Hafen/Am Proviantgraben. Im Schloss befand sich auch eine Schlossapotheke.
Das Schloss sollte als Stadtresidenz in der durch den König 1617 gegründeten Planstadt dienen. Als Baumeister wurde Willem van Steenwinckel verpflichtet. Das Schloss war ein mit zwei großen Giebeln an den Stirn- und zwei kleineren Giebeln an den Längsseiten versehener zweistöckiger Bau. Hofseitig war ihm ein behelmter Treppenturm vorangestellt. Der Bau wurde im Stil der Nordischen Renaissance erbaut, wie sie zum Beispiel in einer aufwändigen Variante am ebenfalls durch Christian IV. erbauten Schloss Rosenborg zu finden ist. Aufgrund einer ungenügenden Fundamentierung im feuchten Baugrund musste das baufällige Schloss 1708 wieder abgerissen werden. Unter dem zu diesem Zeitpunkt amtierenden König Friedrich IV. wurde kein Neubau begonnen. Die Regierungskanzlei war bereits seit 1700 im Haus des Kanzlers und Reichsfreiherrn Andreas Pauli von Liliencron, Am Hafen 15/16, und spätestens 1720/21 im Haus Am Hafen 46, dem Palais Quasi non Possidentes, untergebracht. Die Kanzlei zog 1752 in das Wasmer-Palais, wo für Mitglieder des dänischen Königshauses auch wieder eine Wohnung in Glückstadt eingerichtet wurde. Die Kanzlei in Glückstadt unterstand der Deutschen Kanzlei in Kopenhagen

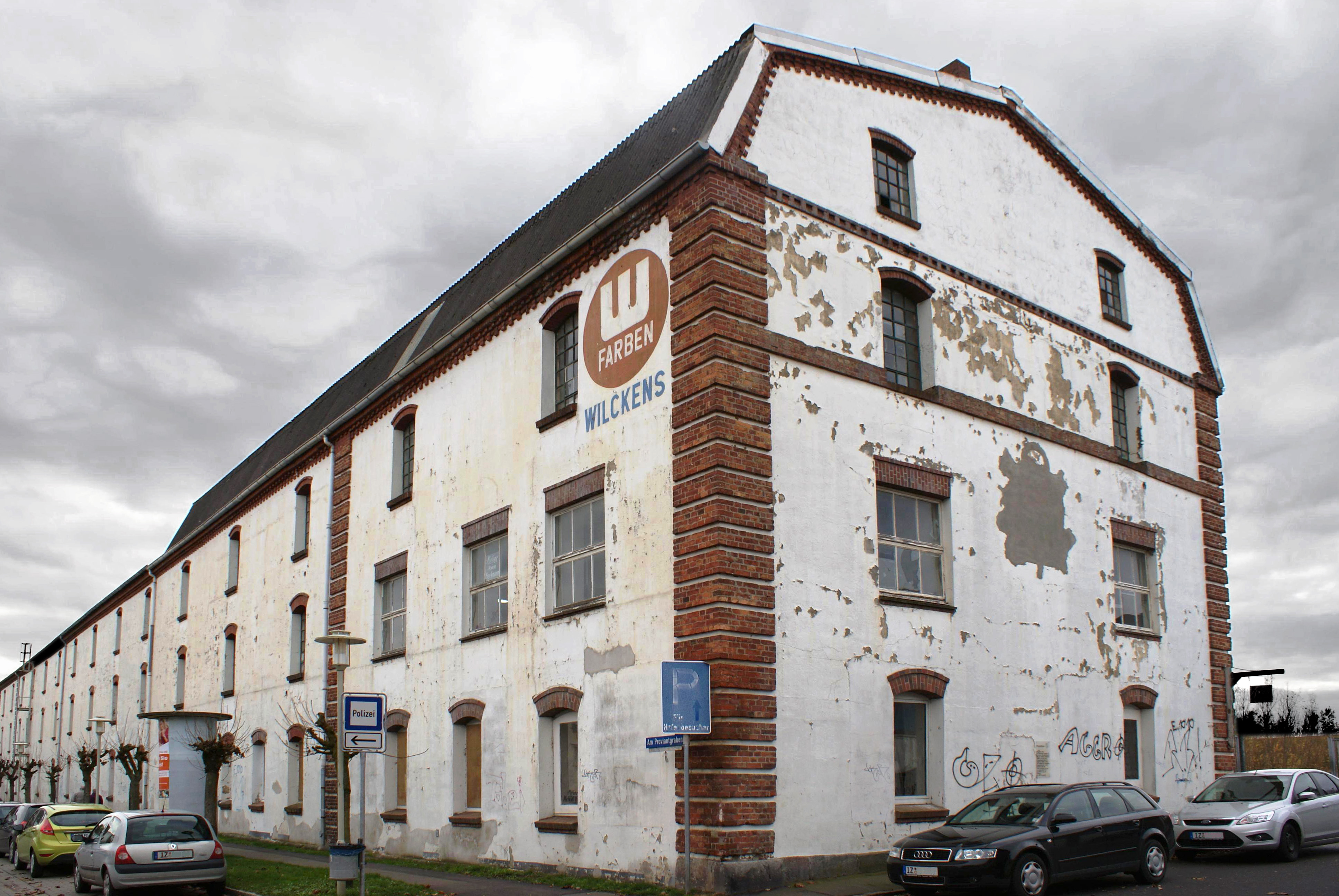
Das Provianthaus, einstiges Wirtschaftsgebäude des Schlossbezirks

Vom Schloss selbst ist nichts erhalten. Auf dem einstigen Schlossgelände befindet sich allerdings noch das sogenannte Provianthaus von 1705, der Nachfolgebau eines 1633 errichteten Nebengebäudes der Schlossanlage. Der barocke Bau wurde unter Friedrich IV. errichtet, das Monogramm des Königs zierte ursprünglich den Nordgiebel. Das einstige Wirtschaftsgebäude wurde durch Umbauten des 19. und 20. Jahrhunderts – unter anderem war hier eine Fabrik untergebracht – stark verändert. Während des Schleswig-Holsteinischen Krieges von 1848 bis 1851 und während des Deutsch-Französischen Krieges von 1871 diente das Provianthaus als Kriegsgefängnis. Das Gebäude befindet sich gegenwärtig in einem sanierungsbedürftigen Zustand und wird teilweise durch eine Künstlerinitiative genutzt. Ein Abriss war mehrfach im Gespräch, konnte jedoch verhindert werden. Für den Erhalt des Provianthauses wurde der Verein Provianthaus in Glückstadt e. V. gegründet.